# San Giorgio di Mantova
San Giorgio di Mantova (lombardul: San Sòrs Bigarèl) település Olaszországban, Lombardia régióban, Mantova megyében. 

## Népesség
A település lakossága az elmúlt években az alábbi módon változott: